# Curling nos Jogos Olímpicos de Inverno de 2018 - Masculino
As competições do curling masculino nos Jogos Olímpicos de Inverno de 2018 ocorreram no Centro de Curling Gangneung entre 14 e 24 de fevereiro. Dez equipes classificaram-se para o evento, que foi disputado num sistema de todos contra todos na primeira fase, classificando as quatro melhores equipes para a fase final.

## Medalhistas
|  | USA Estados Unidos                                                |  | SWE Suécia                                                               |  | SUI Suíça                                                               |
|  | John Shuster Tyler George Matt Hamilton John Landsteiner Joe Polo |  | Niklas Edin Oskar Eriksson Rasmus Wranå Christoffer Sundgren Henrik Leek |  | Benoît Schwarz Claudio Pätz Peter de Cruz Valentin Tanner Dominik Märki |

## Equipes
| CAN Canadá | KOR Coreia do Sul | DEN Dinamarca | USA Estados Unidos | GBR Grã-Bretanha |
| --- | --- | --- | --- | --- |
| The Glencoe Club, Calgary Capitão: Kevin Koe Terceiro: Marc Kennedy Segundo: Brent Laing Primeiro: Ben Hebert Reserva: Scott Pfeifer                | GyeongBuk Uiseong CC, Uiseong Capitão: Kim Chang-min Terceiro: Seong Se-hyeon Segundo: Oh Eun-su Primeiro: Lee Ki-bok Reserva: Kim Min-chan              | Hvidovre CC, Hvidovre Capitão: Rasmus Stjerne Terceiro: Johnny Frederiksen Segundo: Mikkel Poulsen Primeiro: Oliver Dupont Reserva: Morten Berg Thomsen | Duluth CC, Duluth Capitão: John Shuster Terceiro: Tyler George Segundo: Matt Hamilton Primeiro: John Landsteiner Reserva: Joe Polo             | Royal Caledonian CC, Stirling Capitão: Kyle Smith Terceiro: Thomas Muirhead Segundo: Kyle Waddell Primeiro: Cameron Smith Reserva: Glen Muirhead |
| ITA Itália | JPN Japão | NOR Noruega | SWE Suécia | SUI Suíça |
| A.S.D. Trentino Curling, Cembra Quarto: Amos Mosaner Capitão: Joël Retornaz Segundo: Simone Gonin Primeiro: Daniele Ferrazza Reserva: Andrea Pilzer | Karuizawa CC, Karuizawa Capitão: Yusuke Morozumi Terceiro: Tetsuro Shimizu Segundo: Tsuyoshi Yamaguchi Primeiro: Kosuke Morozumi Reserva: Kohsuke Hirata | Snarøen CC, Oslo Capitão: Thomas Ulsrud Terceiro: Torger Nergård Segundo: Christoffer Svae Primeiro: Håvard Vad Petersson Reserva: Sander Rølvåg        | Karlstads CK, Karlstad Capitão: Niklas Edin Terceiro: Oskar Eriksson Segundo: Rasmus Wranå Primeiro: Christoffer Sundgren Reserva: Henrik Leek | CC Genève, Genebra Quarto: Benoît Schwarz Terceiro: Claudio Pätz Capitão: Peter de Cruz Primeiro: Valentin Tanner Reserva: Dominik Märki         |

## Primeira fase

### Classificação
|  | Equipes classificadas para as semifinais    |
|  | Equipes classificadas para o jogo desempate |
|  | Equipes eliminadas na primeira fase         |

| País               | Capitão         | V | D | PF | PS | EV | EP | EB | ER | Arremesso (%) |
| ------------------ | --------------- | - | - | -- | -- | -- | -- | -- | -- | ------------- |
| SWE Suécia         | Niklas Edin     | 7 | 2 | 62 | 43 | 34 | 28 | 13 | 8  | 87%           |
| CAN Canadá         | Kevin Koe       | 6 | 3 | 56 | 46 | 36 | 34 | 14 | 8  | 87%           |
| USA Estados Unidos | John Jahr       | 5 | 4 | 67 | 63 | 37 | 39 | 4  | 6  | 80%           |
| GBR Grã-Bretanha   | Kyle Smith      | 5 | 4 | 55 | 60 | 40 | 37 | 8  | 7  | 82%           |
| SUI Suíça          | Peter de Cruz   | 5 | 4 | 60 | 55 | 39 | 37 | 10 | 6  | 83%           |
| NOR Noruega        | Thomas Ulsrud   | 4 | 5 | 45 | 54 | 32 | 36 | 6  | 6  | 82%           |
| KOR Coreia do Sul  | Kim Chang-min   | 4 | 5 | 54 | 59 | 40 | 41 | 7  | 8  | 82%           |
| JPN Japão          | Yusuke Morozumi | 4 | 5 | 48 | 56 | 33 | 35 | 13 | 5  | 81%           |
| ITA Itália         | Joël Retornaz   | 3 | 6 | 50 | 56 | 37 | 38 | 15 | 7  | 81%           |
| DEN Dinamarca      | Rasmus Stjerne  | 2 | 7 | 53 | 70 | 36 | 39 | 12 | 5  | 83%           |

### Resultados
Todas as partidas seguem o horário local (UTC+9).
Primeira rodada
Quarta-feira, 14 de fevereiro, 9:05
| Pista A                 | LSFE    | 1 | 2 | 3 | 4 | 5 | 6 | 7 | 8 | 9 | 10 | Final |
| ----------------------- | ------- | - | - | - | - | - | - | - | - | - | -- | ----- |
| DEN Dinamarca (Stjerne) |         | 0 | 0 | 0 | 2 | 0 | 0 | 1 | 0 | 2 | 0  | 5     |
| SWE Suécia (Edin)       | Martelo | 0 | 2 | 0 | 0 | 3 | 2 | 0 | 1 | 0 | 1  | 9     |

| Pista B               | LSFE    | 1 | 2 | 3 | 4 | 5 | 6 | 7 | 8 | 9 | 10 | Final |
| --------------------- | ------- | - | - | - | - | - | - | - | - | - | -- | ----- |
| CAN Canadá (Koe)      |         | 0 | 0 | 0 | 0 | 1 | 1 | 0 | 2 | 0 | 1  | 5     |
| ITA Itália (Retornaz) | Martelo | 0 | 0 | 0 | 1 | 0 | 0 | 1 | 0 | 1 | 0  | 3     |

| Pista C                      | LSFE    | 1 | 2 | 3 | 4 | 5 | 6 | 7 | 8 | 9 | 10 | Final |
| ---------------------------- | ------- | - | - | - | - | - | - | - | - | - | -- | ----- |
| KOR Coreia do Sul (Kim)      |         | 0 | 2 | 0 | 1 | 0 | 3 | 0 | 1 | 0 | X  | 7     |
| USA Estados Unidos (Shuster) | Martelo | 2 | 0 | 3 | 0 | 3 | 0 | 2 | 0 | 1 | X  | 11    |

| Pista D                  | LSFE    | 1 | 2 | 3 | 4 | 5 | 6 | 7 | 8 | 9 | 10 | 11 | Final |
| ------------------------ | ------- | - | - | - | - | - | - | - | - | - | -- | -- | ----- |
| SUI Suíça (de Cruz)      |         | 0 | 0 | 0 | 1 | 0 | 2 | 0 | 1 | 0 | 1  | 0  | 5     |
| GBR Grã-Bretanha (Smith) | Martelo | 0 | 0 | 1 | 0 | 1 | 0 | 1 | 0 | 2 | 0  | 1  | 6     |

Segunda rodada
Quarta-feira, 14 de fevereiro, 20:05
| Pista A                  | LSFE    | 1 | 2 | 3 | 4 | 5 | 6 | 7 | 8 | 9 | 10 | Final |
| ------------------------ | ------- | - | - | - | - | - | - | - | - | - | -- | ----- |
| CAN Canadá (Koe)         | Martelo | 2 | 0 | 2 | 0 | 0 | 0 | 1 | 0 | 0 | 1  | 6     |
| GBR Grã-Bretanha (Smith) |         | 0 | 1 | 0 | 0 | 1 | 1 | 0 | 1 | 0 | 0  | 4     |

| Pista B                 | LSFE    | 1 | 2 | 3 | 4 | 5 | 6 | 7 | 8 | 9 | 10 | Final |
| ----------------------- | ------- | - | - | - | - | - | - | - | - | - | -- | ----- |
| KOR Coreia do Sul (Kim) |         | 0 | 0 | 0 | 1 | 0 | 0 | 1 | 0 | 0 | X  | 2     |
| SWE Suécia (Edin)       | Martelo | 0 | 2 | 0 | 0 | 2 | 1 | 0 | 1 | 1 | X  | 7     |

| Pista C               | LSFE    | 1 | 2 | 3 | 4 | 5 | 6 | 7 | 8 | 9 | 10 | Final |
| --------------------- | ------- | - | - | - | - | - | - | - | - | - | -- | ----- |
| SUI Suíça (de Cruz)   |         | 0 | 0 | 1 | 0 | 0 | 0 | 1 | 0 | 2 | 0  | 4     |
| ITA Itália (Retornaz) | Martelo | 1 | 1 | 0 | 1 | 0 | 1 | 0 | 1 | 0 | 2  | 7     |

| Pista D              | LSFE    | 1 | 2 | 3 | 4 | 5 | 6 | 7 | 8 | 9 | 10 | Final |
| -------------------- | ------- | - | - | - | - | - | - | - | - | - | -- | ----- |
| NOR Noruega (Ulsrud) | Martelo | 1 | 0 | 0 | 0 | 1 | 1 | 0 | 1 | 0 | X  | 4     |
| JPN Japão (Morozumi) |         | 0 | 1 | 1 | 1 | 0 | 0 | 2 | 0 | 1 | X  | 6     |

Terceira rodada
Quinta-feira, 15 de fevereiro, 14:05
| Pista A                      | LSFE    | 1 | 2 | 3 | 4 | 5 | 6 | 7 | 8 | 9 | 10 | Final |
| ---------------------------- | ------- | - | - | - | - | - | - | - | - | - | -- | ----- |
| USA Estados Unidos (Shuster) |         | 0 | 1 | 0 | 3 | 2 | 0 | 0 | 2 | 1 | 0  | 9     |
| ITA Itália (Retornaz)        | Martelo | 1 | 0 | 5 | 0 | 0 | 3 | 0 | 0 | 0 | 1  | 10    |

| Pista B              | LSFE    | 1 | 2 | 3 | 4 | 5 | 6 | 7 | 8 | 9 | 10 | Final |
| -------------------- | ------- | - | - | - | - | - | - | - | - | - | -- | ----- |
| NOR Noruega (Ulsrud) |         | 0 | 1 | 1 | 0 | 0 | 2 | 0 | 0 | 0 | X  | 4     |
| CAN Canadá (Koe)     | Martelo | 2 | 0 | 0 | 0 | 1 | 0 | 1 | 1 | 2 | X  | 7     |

| Pista C                  | LSFE    | 1 | 2 | 3 | 4 | 5 | 6 | 7 | 8 | 9 | 10 | Final |
| ------------------------ | ------- | - | - | - | - | - | - | - | - | - | -- | ----- |
| GBR Grã-Bretanha (Smith) | Martelo | 1 | 0 | 2 | 0 | 0 | 1 | 0 | 1 | 0 | 1  | 6     |
| JPN Japão (Morozumi)     |         | 0 | 1 | 0 | 0 | 1 | 0 | 2 | 0 | 1 | 0  | 5     |

| Pista D                 | LSFE    | 1 | 2 | 3 | 4 | 5 | 6 | 7 | 8 | 9 | 10 | Final |
| ----------------------- | ------- | - | - | - | - | - | - | - | - | - | -- | ----- |
| DEN Dinamarca (Stjerne) |         | 0 | 0 | 2 | 0 | 1 | 1 | 0 | 2 | 0 | 1  | 7     |
| SUI Suíça (de Cruz)     | Martelo | 1 | 1 | 0 | 3 | 0 | 0 | 2 | 0 | 2 | 0  | 9     |

Quarta rodada
Sexta-feira, 16 de fevereiro, 9:05
| Pista B                 | LSFE    | 1 | 2 | 3 | 4 | 5 | 6 | 7 | 8 | 9 | 10 | Final |
| ----------------------- | ------- | - | - | - | - | - | - | - | - | - | -- | ----- |
| ITA Itália (Retornaz)   |         | 0 | 1 | 0 | 0 | 1 | 1 | 0 | 0 | 0 | 1  | 4     |
| DEN Dinamarca (Stjerne) | Martelo | 2 | 0 | 2 | 0 | 0 | 0 | 0 | 0 | 2 | 0  | 6     |

| Pista C                 | LSFE    | 1 | 2 | 3 | 4 | 5 | 6 | 7 | 8 | 9 | 10 | Final |
| ----------------------- | ------- | - | - | - | - | - | - | - | - | - | -- | ----- |
| NOR Noruega (Ulsrud)    | Martelo | 0 | 2 | 0 | 0 | 2 | 0 | 0 | 2 | 0 | 1  | 7     |
| KOR Coreia do Sul (Kim) |         | 1 | 0 | 0 | 1 | 0 | 1 | 0 | 0 | 2 | 0  | 5     |

| Pista D                      | LSFE    | 1 | 2 | 3 | 4 | 5 | 6 | 7 | 8 | 9 | 10 | Final |
| ---------------------------- | ------- | - | - | - | - | - | - | - | - | - | -- | ----- |
| SWE Suécia (Edin)            | Martelo | 4 | 1 | 0 | 2 | 0 | 1 | 0 | 2 | X | X  | 10    |
| USA Estados Unidos (Shuster) |         | 0 | 0 | 1 | 0 | 1 | 0 | 2 | 0 | X | X  | 4     |

Quinta rodada
Sexta-feira, 16 de fevereiro, 20:05
| Pista A              | LSFE    | 1 | 2 | 3 | 4 | 5 | 6 | 7 | 8 | 9 | 10 | Final |
| -------------------- | ------- | - | - | - | - | - | - | - | - | - | -- | ----- |
| JPN Japão (Morozumi) |         | 0 | 2 | 0 | 1 | 0 | 0 | 0 | 2 | 0 | 0  | 5     |
| SUI Suíça (de Cruz)  | Martelo | 3 | 0 | 1 | 0 | 0 | 1 | 0 | 0 | 0 | 1  | 6     |

| Pista B                  | LSFE    | 1 | 2 | 3 | 4 | 5 | 6 | 7 | 8 | 9 | 10 | Final |
| ------------------------ | ------- | - | - | - | - | - | - | - | - | - | -- | ----- |
| SWE Suécia (Edin)        | Martelo | 1 | 0 | 0 | 2 | 0 | 3 | 0 | 0 | 2 | X  | 8     |
| GBR Grã-Bretanha (Smith) |         | 0 | 2 | 1 | 0 | 2 | 0 | 0 | 1 | 0 | X  | 6     |

| Pista C                      | LSFE    | 1 | 2 | 3 | 4 | 5 | 6 | 7 | 8 | 9 | 10 | Final |
| ---------------------------- | ------- | - | - | - | - | - | - | - | - | - | -- | ----- |
| DEN Dinamarca (Stjerne)      |         | 0 | 0 | 0 | 0 | 2 | 1 | 0 | 2 | 0 | X  | 5     |
| USA Estados Unidos (Shuster) | Martelo | 2 | 2 | 0 | 2 | 0 | 0 | 2 | 0 | 1 | X  | 9     |

| Pista D                 | LSFE    | 1 | 2 | 3 | 4 | 5 | 6 | 7 | 8 | 9 | 10 | Final |
| ----------------------- | ------- | - | - | - | - | - | - | - | - | - | -- | ----- |
| CAN Canadá (Koe)        |         | 0 | 0 | 3 | 0 | 1 | 0 | 2 | 1 | 0 | 0  | 7     |
| KOR Coreia do Sul (Kim) | Martelo | 0 | 1 | 0 | 1 | 0 | 1 | 0 | 0 | 2 | 1  | 6     |

Sexta rodada
Sábado, 17 de fevereiro, 14:05
| Pista A                  | LSFE    | 1 | 2 | 3 | 4 | 5 | 6 | 7 | 8 | 9 | 10 | Final |
| ------------------------ | ------- | - | - | - | - | - | - | - | - | - | -- | ----- |
| KOR Coreia do Sul (Kim)  | Martelo | 0 | 2 | 1 | 0 | 2 | 2 | 0 | 3 | 1 | X  | 11    |
| GBR Grã-Bretanha (Smith) |         | 2 | 0 | 0 | 1 | 0 | 0 | 2 | 0 | 0 | X  | 5     |

| Pista B              | LSFE    | 1 | 2 | 3 | 4 | 5 | 6 | 7 | 8 | 9 | 10 | Final |
| -------------------- | ------- | - | - | - | - | - | - | - | - | - | -- | ----- |
| SUI Suíça (de Cruz)  |         | 1 | 0 | 0 | 1 | 0 | 0 | 2 | 0 | 2 | 1  | 7     |
| NOR Noruega (Ulsrud) | Martelo | 0 | 1 | 1 | 0 | 0 | 2 | 0 | 1 | 0 | 0  | 5     |

| Pista C           | LSFE    | 1 | 2 | 3 | 4 | 5 | 6 | 7 | 8 | 9 | 10 | Final |
| ----------------- | ------- | - | - | - | - | - | - | - | - | - | -- | ----- |
| CAN Canadá (Koe)  | Martelo | 0 | 2 | 0 | 0 | 0 | 0 | 0 | 0 | 0 | X  | 2     |
| SWE Suécia (Edin) |         | 0 | 0 | 0 | 0 | 2 | 2 | 0 | 1 | 0 | X  | 5     |

| Pista D               | LSFE    | 1 | 2 | 3 | 4 | 5 | 6 | 7 | 8 | 9 | 10 | Final |
| --------------------- | ------- | - | - | - | - | - | - | - | - | - | -- | ----- |
| JPN Japão (Morozumi)  | Martelo | 2 | 0 | 1 | 0 | 2 | 0 | 0 | 0 | 0 | 1  | 6     |
| ITA Itália (Retornaz) |         | 0 | 1 | 0 | 2 | 0 | 0 | 0 | 1 | 1 | 0  | 5     |

Sétima rodada
Domingo, 18 de fevereiro, 9:05
| Pista A                 | LSFE    | 1 | 2 | 3 | 4 | 5 | 6 | 7 | 8 | 9 | 10 | Final |
| ----------------------- | ------- | - | - | - | - | - | - | - | - | - | -- | ----- |
| NOR Noruega (Ulsrud)    |         | 0 | 1 | 0 | 4 | 0 | 4 | 0 | 0 | 1 | 0  | 10    |
| DEN Dinamarca (Stjerne) | Martelo | 1 | 0 | 1 | 0 | 1 | 0 | 2 | 2 | 0 | 1  | 8     |

| Pista B                      | LSFE    | 1 | 2 | 3 | 4 | 5 | 6 | 7 | 8 | 9 | 10 | Final |
| ---------------------------- | ------- | - | - | - | - | - | - | - | - | - | -- | ----- |
| USA Estados Unidos (Shuster) |         | 0 | 0 | 0 | 0 | 2 | 0 | 0 | X | X | X  | 2     |
| JPN Japão (Morozumi)         | Martelo | 2 | 1 | 1 | 0 | 0 | 2 | 2 | X | X | X  | 8     |

| Pista D             | LSFE    | 1 | 2 | 3 | 4 | 5 | 6 | 7 | 8 | 9 | 10 | Final |
| ------------------- | ------- | - | - | - | - | - | - | - | - | - | -- | ----- |
| SUI Suíça (de Cruz) | Martelo | 4 | 0 | 1 | 0 | 2 | 0 | 0 | 0 | 1 | X  | 8     |
| CAN Canadá (Koe)    |         | 0 | 2 | 0 | 1 | 0 | 2 | 1 | 0 | 0 | X  | 6     |

Oitava rodada
Domingo, 18 de fevereiro, 20:05
| Pista A              | LSFE    | 1 | 2 | 3 | 4 | 5 | 6 | 7 | 8 | 9 | 10 | Final |
| -------------------- | ------- | - | - | - | - | - | - | - | - | - | -- | ----- |
| SWE Suécia (Edin)    | Martelo | 3 | 0 | 2 | 0 | 0 | 1 | 0 | 5 | X | X  | 11    |
| JPN Japão (Morozumi) |         | 0 | 1 | 0 | 0 | 1 | 0 | 2 | 0 | X | X  | 4     |

| Pista B                 | LSFE    | 1 | 2 | 3 | 4 | 5 | 6 | 7 | 8 | 9 | 10 | 11 | Final |
| ----------------------- | ------- | - | - | - | - | - | - | - | - | - | -- | -- | ----- |
| DEN Dinamarca (Stjerne) | Martelo | 0 | 0 | 2 | 1 | 2 | 0 | 0 | 3 | 0 | 0  | 1  | 9     |
| KOR Coreia do Sul (Kim) |         | 2 | 0 | 0 | 0 | 0 | 2 | 1 | 0 | 1 | 2  | 0  | 8     |

| Pista C                  | LSFE    | 1 | 2 | 3 | 4 | 5 | 6 | 7 | 8 | 9 | 10 | 11 | Final |
| ------------------------ | ------- | - | - | - | - | - | - | - | - | - | -- | -- | ----- |
| ITA Itália (Retornaz)    |         | 0 | 0 | 1 | 0 | 0 | 2 | 0 | 2 | 0 | 1  | 0  | 6     |
| GBR Grã-Bretanha (Smith) | Martelo | 2 | 0 | 0 | 1 | 0 | 0 | 2 | 0 | 1 | 0  | 1  | 7     |

| Pista D                      | LSFE    | 1 | 2 | 3 | 4 | 5 | 6 | 7 | 8 | 9 | 10 | Final |
| ---------------------------- | ------- | - | - | - | - | - | - | - | - | - | -- | ----- |
| USA Estados Unidos (Shuster) | Martelo | 1 | 0 | 2 | 0 | 1 | 0 | 0 | 0 | 1 | X  | 5     |
| NOR Noruega (Ulsrud)         |         | 0 | 2 | 0 | 1 | 0 | 3 | 1 | 1 | 0 | X  | 8     |

Nona rodada
Segunda-feira, 19 de fevereiro, 14:05
| Pista A                 | LSFE    | 1 | 2 | 3 | 4 | 5 | 6 | 7 | 8 | 9 | 10 | Final |
| ----------------------- | ------- | - | - | - | - | - | - | - | - | - | -- | ----- |
| ITA Itália (Retornaz)   |         | 0 | 1 | 0 | 2 | 0 | 1 | 0 | 1 | 1 | 0  | 6     |
| KOR Coreia do Sul (Kim) | Martelo | 3 | 0 | 1 | 0 | 1 | 0 | 2 | 0 | 0 | 1  | 8     |

| Pista B             | LSFE    | 1 | 2 | 3 | 4 | 5 | 6 | 7 | 8 | 9 | 10 | Final |
| ------------------- | ------- | - | - | - | - | - | - | - | - | - | -- | ----- |
| SWE Suécia (Edin)   |         | 0 | 0 | 0 | 2 | 0 | 1 | 0 | X | X | X  | 3     |
| SUI Suíça (de Cruz) | Martelo | 2 | 1 | 1 | 0 | 1 | 0 | 5 | X | X | X  | 10    |

| Pista C                      | LSFE    | 1 | 2 | 3 | 4 | 5 | 6 | 7 | 8 | 9 | 10 | 11 | Final |
| ---------------------------- | ------- | - | - | - | - | - | - | - | - | - | -- | -- | ----- |
| USA Estados Unidos (Shuster) | Martelo | 1 | 0 | 2 | 0 | 1 | 1 | 0 | 0 | 2 | 0  | 2  | 9     |
| CAN Canadá (Koe)             |         | 0 | 2 | 0 | 1 | 0 | 0 | 1 | 1 | 0 | 2  | 0  | 7     |

| Pista D                  | LSFE    | 1 | 2 | 3 | 4 | 5 | 6 | 7 | 8 | 9 | 10 | Final |
| ------------------------ | ------- | - | - | - | - | - | - | - | - | - | -- | ----- |
| GBR Grã-Bretanha (Smith) |         | 0 | 1 | 0 | 1 | 0 | 2 | 0 | 1 | 0 | 2  | 7     |
| DEN Dinamarca (Stjerne)  | Martelo | 1 | 0 | 1 | 0 | 2 | 0 | 1 | 0 | 1 | 0  | 6     |

Décima rodada
Terça-feira, 20 de fevereiro, 9:05
| Pista A                  | LSFE    | 1 | 2 | 3 | 4 | 5 | 6 | 7 | 8 | 9 | 10 | Final |
| ------------------------ | ------- | - | - | - | - | - | - | - | - | - | -- | ----- |
| GBR Grã-Bretanha (Smith) | Martelo | 3 | 1 | 0 | 2 | 0 | 3 | 1 | X | X | X  | 10    |
| NOR Noruega (Ulsrud)     |         | 0 | 0 | 2 | 0 | 1 | 0 | 0 | X | X | X  | 3     |

| Pista B              | LSFE    | 1 | 2 | 3 | 4 | 5 | 6 | 7 | 8 | 9 | 10 | Final |
| -------------------- | ------- | - | - | - | - | - | - | - | - | - | -- | ----- |
| JPN Japão (Morozumi) |         | 0 | 2 | 0 | 0 | 1 | 0 | 1 | 0 | 0 | X  | 4     |
| CAN Canadá (Koe)     | Martelo | 1 | 0 | 2 | 1 | 0 | 2 | 0 | 1 | 1 | X  | 8     |

| Pista C                 | LSFE    | 1 | 2 | 3 | 4 | 5 | 6 | 7 | 8 | 9 | 10 | Final |
| ----------------------- | ------- | - | - | - | - | - | - | - | - | - | -- | ----- |
| KOR Coreia do Sul (Kim) |         | 0 | 0 | 4 | 0 | 0 | 1 | 0 | 2 | 0 | 1  | 8     |
| SUI Suíça (de Cruz)     | Martelo | 1 | 0 | 0 | 1 | 3 | 0 | 1 | 0 | 1 | 0  | 7     |

| Pista D               | LSFE    | 1 | 2 | 3 | 4 | 5 | 6 | 7 | 8 | 9 | 10 | Final |
| --------------------- | ------- | - | - | - | - | - | - | - | - | - | -- | ----- |
| ITA Itália (Retornaz) |         | 0 | 0 | 0 | 1 | 1 | 0 | 0 | 1 | 0 | X  | 3     |
| SWE Suécia (Edin)     | Martelo | 3 | 1 | 1 | 0 | 0 | 1 | 0 | 0 | 1 | X  | 7     |

Décima primeira rodada
Terça-feira, 20 de fevereiro, 20:05
| Pista A                      | LSFE    | 1 | 2 | 3 | 4 | 5 | 6 | 7 | 8 | 9 | 10 | Final |
| ---------------------------- | ------- | - | - | - | - | - | - | - | - | - | -- | ----- |
| SUI Suíça (de Cruz)          | Martelo | 0 | 1 | 0 | 1 | 0 | 1 | 0 | 1 | 0 | X  | 4     |
| USA Estados Unidos (Shuster) |         | 0 | 0 | 1 | 0 | 3 | 0 | 3 | 0 | 1 | X  | 8     |

| Pista B               | LSFE    | 1 | 2 | 3 | 4 | 5 | 6 | 7 | 8 | 9 | 10 | Final |
| --------------------- | ------- | - | - | - | - | - | - | - | - | - | -- | ----- |
| NOR Noruega (Ulsrud)  |         | 0 | 0 | 1 | 1 | 0 | 0 | 0 | 1 | 0 | 1  | 4     |
| ITA Itália (Retornaz) | Martelo | 0 | 1 | 0 | 0 | 0 | 1 | 1 | 0 | 3 | 0  | 6     |

| Pista C                 | LSFE    | 1 | 2 | 3 | 4 | 5 | 6 | 7 | 8 | 9 | 10 | Final |
| ----------------------- | ------- | - | - | - | - | - | - | - | - | - | -- | ----- |
| JPN Japão (Morozumi)    |         | 0 | 0 | 3 | 0 | 0 | 2 | 0 | 0 | 0 | 1  | 6     |
| DEN Dinamarca (Stjerne) | Martelo | 1 | 0 | 0 | 1 | 0 | 0 | 0 | 2 | 0 | 0  | 4     |

Décima segunda rodada
Quarta-feira, 21 de fevereiro, 14:05
| Pista A                 | LSFE    | 1 | 2 | 3 | 4 | 5 | 6 | 7 | 8 | 9 | 10 | Final |
| ----------------------- | ------- | - | - | - | - | - | - | - | - | - | -- | ----- |
| DEN Dinamarca (Stjerne) |         | 0 | 1 | 0 | 1 | 0 | 0 | 1 | X | X | X  | 3     |
| CAN Canadá (Koe)        | Martelo | 4 | 0 | 1 | 0 | 3 | 0 | 0 | X | X | X  | 8     |

| Pista B                      | LSFE    | 1 | 2 | 3 | 4 | 5 | 6 | 7 | 8 | 9 | 10 | Final |
| ---------------------------- | ------- | - | - | - | - | - | - | - | - | - | -- | ----- |
| GBR Grã-Bretanha (Smith)     |         | 0 | 1 | 1 | 1 | 0 | 1 | 0 | 0 | X | X  | 4     |
| USA Estados Unidos (Shuster) | Martelo | 2 | 0 | 0 | 0 | 3 | 0 | 1 | 4 | X | X  | 10    |

| Pista C              | LSFE    | 1 | 2 | 3 | 4 | 5 | 6 | 7 | 8 | 9 | 10 | Final |
| -------------------- | ------- | - | - | - | - | - | - | - | - | - | -- | ----- |
| SWE Suécia (Edin)    |         | 0 | 0 | 2 | 0 | 0 | 0 | X | X | X | X  | 2     |
| NOR Noruega (Ulsrud) | Martelo | 1 | 0 | 0 | 3 | 2 | 1 | X | X | X | X  | 7     |

| Pista D                 | LSFE    | 1 | 2 | 3 | 4 | 5 | 6 | 7 | 8 | 9 | 10 | Final |
| ----------------------- | ------- | - | - | - | - | - | - | - | - | - | -- | ----- |
| KOR Coreia do Sul (Kim) | Martelo | 1 | 0 | 2 | 0 | 0 | 4 | 0 | 3 | X | X  | 10    |
| JPN Japão (Morozumi)    |         | 0 | 1 | 0 | 2 | 0 | 0 | 1 | 0 | X | X  | 4     |

### Jogo desempate
Quinta-feira, 22 de fevereiro, 9:05
| Pista D                  | LSFE    | 1 | 2 | 3 | 4 | 5 | 6 | 7 | 8 | 9 | 10 | Final |
| ------------------------ | ------- | - | - | - | - | - | - | - | - | - | -- | ----- |
| GBR Grã-Bretanha (Smith) | Martelo | 2 | 0 | 0 | 2 | 0 | 0 | 0 | 1 | 0 | X  | 5     |
| SUI Suíça (de Cruz)      |         | 0 | 1 | 0 | 0 | 2 | 1 | 0 | 0 | 5 | X  | 9     |

## Fase final
|  | Semifinal              | Semifinal              |    |                        | Final                  | Final |  |
|  |                        |                        |    |                        |                        |       |  |
|  | 22 de fevereiro, 20:05 |                        |    |                        |                        |       |  |
|  | SWE Suécia             | 9                      |    |                        |                        |       |  |
|  | SUI Suíça              | 3                      |    |                        |                        |       |  |
|  |                        |                        |    |                        |                        |       |  |
|  |                        |                        |    |                        | 24 de fevereiro, 15:35 |       |  |
|  |                        |                        |    |                        | SWE Suécia             | 7     |  |
|  |                        | USA Estados Unidos     | 10 |                        |                        |       |  |
|  |                        |                        |    |                        |                        |       |  |
|  |                        |                        |    |                        |                        |       |  |
|  |                        |                        |    |                        | Disputa pelo bronze    |       |  |
|  | 22 de fevereiro, 20:05 | 22 de fevereiro, 20:05 |    | 23 de fevereiro, 15:35 | 23 de fevereiro, 15:35 |       |  |
|  | CAN Canadá             | 3                      |    | SUI Suíça              | 7                      |       |  |
|  | USA Estados Unidos     | 5                      |    |                        | CAN Canadá             | 5     |  |

### Semifinais
Quinta-feira, 22 de fevereiro, 20:05
| Pista A             | LSFE    | 1 | 2 | 3 | 4 | 5 | 6 | 7 | 8 | 9 | 10 | Final |
| ------------------- | ------- | - | - | - | - | - | - | - | - | - | -- | ----- |
| SWE Suécia (Edin)   | Martelo | 2 | 0 | 0 | 4 | 0 | 2 | 1 | 0 | X | X  | 9     |
| SUI Suíça (de Cruz) |         | 0 | 1 | 0 | 0 | 1 | 0 | 0 | 1 | X | X  | 3     |

| Pista C                      | LSFE    | 1 | 2 | 3 | 4 | 5 | 6 | 7 | 8 | 9 | 10 | Final |
| ---------------------------- | ------- | - | - | - | - | - | - | - | - | - | -- | ----- |
| CAN Canadá (Koe)             | Martelo | 0 | 1 | 0 | 1 | 0 | 0 | 0 | 0 | 1 | 0  | 3     |
| USA Estados Unidos (Shuster) |         | 0 | 0 | 1 | 0 | 1 | 0 | 0 | 2 | 0 | 1  | 5     |

### Disputa pelo bronze
Sexta-feira, 23 de fevereiro, 15:35
| Pista B             | LSFE    | 1 | 2 | 3 | 4 | 5 | 6 | 7 | 8 | 9 | 10 | Final |
| ------------------- | ------- | - | - | - | - | - | - | - | - | - | -- | ----- |
| SUI Suíça (de Cruz) |         | 0 | 1 | 1 | 0 | 2 | 0 | 2 | 0 | 1 | X  | 7     |
| CAN Canadá (Koe)    | Martelo | 0 | 0 | 0 | 2 | 0 | 1 | 0 | 2 | 0 | X  | 5     |

### Final
Sábado, 24 de fevereiro, 15:35
| Pista B                      | LSFE    | 1 | 2 | 3 | 4 | 5 | 6 | 7 | 8 | 9 | 10 | Final |
| ---------------------------- | ------- | - | - | - | - | - | - | - | - | - | -- | ----- |
| SWE Suécia (Edin)            | Martelo | 0 | 2 | 0 | 0 | 2 | 0 | 1 | 0 | 2 | X  | 7     |
| USA Estados Unidos (Shuster) |         | 0 | 0 | 2 | 1 | 0 | 2 | 0 | 5 | 0 | X  | 10    |